# Harmotom
Harmotom, auch unter den bergmännischen Bezeichnungen Andreasbergolith oder Kreuzzeolith bekannt, ist ein eher selten vorkommendes Mineral aus der Mineralklasse der „Silikate und Germanate“ mit der chemischen Zusammensetzung Ba2(Si12Al4)O32·12H2O und damit chemisch gesehen ein wasserhaltiges Barium-Alumosilikat. Strukturell gehört Harmotom zur Familie der Zeolithe, genauer den Blätterzeolithen.
Harmotom kristallisiert im monoklinen Kristallsystem und entwickelt meist prismatische, komplex verwachsene Kristallzwillinge, aber auch körnige bis massige Mineral-Aggregate mit einem glasähnlichen Glanz auf den Oberflächen. In reiner Form ist Harmotom farblos und durchsichtig. Durch vielfache Lichtbrechung aufgrund von Gitterfehlern oder polykristalliner Ausbildung kann er aber auch durchscheinend weiß sein und durch Fremdbeimengungen eine graue, gelbe, rosa, braune Farbe annehmen.

## Etymologie und Geschichte

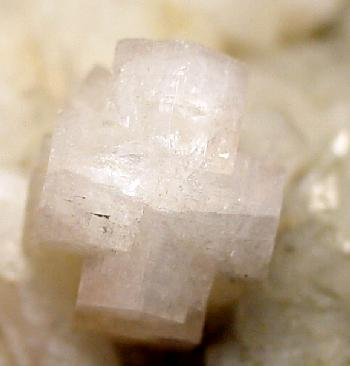
Harmotom in der namensgebenden Zwillingsform

Der Name Harmotom ist zusammengesetzt aus den griechischen Worten
- ἁρμός /ʰarmós/ „Zusammenfügung“, dessen Wurzel ἀρ-redupliziert in ἀραρίσκω /ararískɔː/ „(zusammen-/an)fügen“ – belegt als myk. fem. part. perf. <a-ra-ru-ja> /ararui̯a/ „die zusammengefügte“, verwandt mit lat. artus „Glied“, ars „Kunst“ u. ai. /ɽtá/ɽtú/ – zu finden ist

und
- τομή /tomɛ́ː/ „Schnitt“ von τέμνω /témn ɔː/ „(ab-/zer)schneiden, brechen“ (belegt in myk. <te-me-no> /témenos/ „abgeteiltes (heiliges) Stück Land“ u. <du-ru-to-mo> /drutómos/ „Holz fällend“), dessen Wurzeln τεμ-/τεμε-/τμη- auch in lat. templum „Tempel“ und vlt. temnō „verachten“ auftreten.

Die Übersetzung zusammengefügte Schnitte nimmt Bezug auf die Art der typischen Zwillingsbildung. Harmotom tritt gewöhnlich in säulenförmigen Zwillingen auf, bei denen die Hauptachsen der beiden Individuen zusammenfallen, die entsprechenden darauf senkrechten Richtungen aber sich kreuzen, also die Makrodiagonale des einen mit der Brachydiagonale des andern zusammenfällt, so dass die Kristalle im Grundriss die Form eines Kreuzes haben. Diese Eigenart führte auch zum Synonym Kreuzzeolith.
Das zweite Synonym Andreasbergolith nimmt Bezug auf die Typlokalität Sankt Andreasberg im Oberharz, wo Harmotom 1801 erstmals entdeckt wurde. Erstmals beschrieben wurde das Mineral von René-Just Haüy.

## Klassifikation
Bereits in der veralteten 8. Auflage der Mineralsystematik nach Strunz gehörte der Harmotom zur Mineralklasse der „Silikate und Germanate“ und dort zur Abteilung der „Gerüstsilikate (Tektosilikate)“, wo er zusammen mit Garronit, Gismondin, Phillipsit und Yugawaralith die „Gismondin-Phillipsit-Gruppe“ mit der System-Nr. VIII/F.13 bildete.
Im zuletzt 2018 überarbeiteten und aktualisierten Lapis-Mineralienverzeichnis nach Stefan Weiß, das sich aus Rücksicht auf private Sammler und institutionelle Sammlungen noch nach dieser Form der Systematik von Karl Hugo Strunz richtet, erhielt das Mineral die System- und Mineral-Nr. VIII/J.25-70. In der „Lapis-Systematik“ entspricht dies ebenfalls der Abteilung „Gerüstsilikate“, wo Harmotom zusammen mit Amicit, Flörkeit, Garronit-Ca, Garronit-Na, Gismondin, Gobbinsit, Martinandresit, Merlinoit, Montesommait, Phillipsit-Ca, Phillipsit-K, Phillipsit-Na und Yugawaralith eine eigenständige, aber unbenannte Gruppe bildet.
Die seit 2001 gültige und von der International Mineralogical Association (IMA) bis 2009 aktualisierte 9. Auflage der Strunz’schen Mineralsystematik ordnet den Harmotom dagegen in die bereits feiner unterteilte Abteilung der „Gerüstsilikate (Tektosilikate) mit zeolithischem H2O; Familie der Zeolithe“ ein. Diese ist zudem weiter unterteilt nach der Gerüststruktur, so dass das Mineral entsprechend seinem Aufbau in der Unterabteilung „Ketten doppelt verbundener Vierer-Ringe“ zu finden ist, wo es nur noch zusammen mit Phillipsit-Ca, Phillipsit-K und Phillipsit-Na die „Phillipsitgruppe“ mit der System-Nr. 9.GC.10 bildet.
Auch die vorwiegend im englischen Sprachraum gebräuchliche Systematik der Minerale nach Dana ordnet den Harmotom in die Klasse der „Silikate und Germanate“ und dort in die Abteilung der „Gerüstsilikate: Zeolith-Gruppe“ ein. Hier ist er in der Gruppe „Gismondin und verwandte Arten“ mit der System-Nr. 77.01.03 innerhalb der Unterabteilung „Echte Zeolithe“ zu finden.

## Kristallstruktur
Harmotom kristallisiert im monoklinen Kristallsystem in der Raumgruppe P21/m (Raumgruppen-Nr. 11) mit den Gitterparametern a = 9,88 Å; b = 14,14 Å, c = 8,69 Å und β = 124,8 ° sowie einer Formeleinheit pro Elementarzelle.

## Bildung und Fundorte

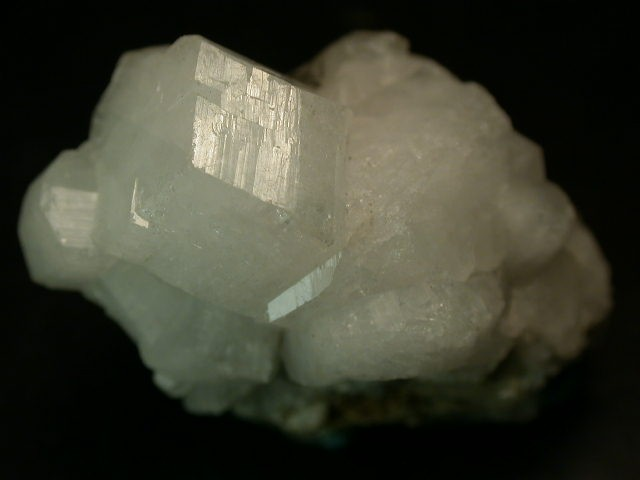
Harmotom-Kristallgruppe aus der Grube „Bellsgrove“ bei Strontian, Schottland (Größe 2,8 cm × 2,4 cm)

Harmotom bildet sich hydrothermal in Hohlräumen von Basalten, Phonolithen, Trachyten und Gneisen. Als Begleitminerale treten unter anderem andere Zeolithe sowie Baryt, Calcit, Galenit, Hyalophan, Kaolinit, Leucit, Pyrit, Quarz, Sphalerit und Strontianit auf.
Als relativ seltene Mineralbildung kann Harmotom an verschiedenen Fundorten zum Teil zwar reichlich vorhanden sein, insgesamt ist er aber wenig verbreitet. Weltweit wurden bisher rund 300 Fundorte dokumentiert (Stand: 2019). Neben seiner Typlokalität Sankt Andreasberg und den nahe gelegenen Gruben Bergmannstrost und Samson trat das Mineral in Niedersachsen noch in der Grube Sankt Andreaskreuz am Beerberg auf. Weitere bisher bekannte Fundorte in Deutschland sind unter anderem der Nephelin-Basalt-Steinbruch Höwenegg bei Immendingen und der Wollastonit-Phonolith-Steinbruch Fohberg bei Bötzingen in Baden-Württemberg, der Silberberg bei Bodenmais und das Gebiet um Kemnath (Waldeck, Weha) in Bayern, mehrere Steinbrüche bei Hausen (Gießen), Steffenberg und Oberwiddersheim sowie am Berg Das Buch bei Lindenfels in Hessen, das antiken Bleibergwerke Schwalenbach und Wohlfahrt in der Gemeinde Hellenthal in Nordrhein-Westfalen, mehrere Steinbrüche an verschiedenen Orten in Rheinland-Pfalz, der Große Horst und der Landkreis St. Wendel im Saarland, die Grube Schlickstal im Drängetal nahe Hasserode in Sachsen-Anhalt, mehrere Steinbrüche bei Bautzen und die Himmelsfürst Fundgrube in Sachsen sowie Steinbrüche bei Eisenach, Weitisberga und Schellbach in Thüringen.
Weitere Fundorte liegen unter anderem auf Tasmanien in Australien, an mehreren Orten von England, Schottland und Wales in Großbritannien; in mehreren Regionen von Italien; auf Honshū in Japan; British Columbia, Ontario und Québec in Kanada; auf den nördlichen und südlichen Inseln von Neuseeland; bei Kongsberg (Buskerud), Nittedal (Akershus), bei Oslo, in Trøndelag und am Fluss Sjoa in Norwegen; auf dem Mandlstein, den Hohen Tauern und der Steiermark in Österreich; im russischen Sibirien; Böhmen und Mähren in Tschechien; im Kleingebiet Bátonyterenye in Ungarn; sowie in vielen Regionen der USA.